# GURPS Illuminati University
GURPS Illuminati University (ou GURPS IOU) é um suplemento do RPG GURPS.
O Livro cria um ambiente para se jogar de um mundo muito diferente do que a maioria das pessoas enxergam, cheio de mistérios e conspirações.

## Recepção
Rick Swan revisou GURPS IOU: Illuminati University para a Dragão #228 (Abril de 1996). Notando o sucesso da SJG com o jogo de cartas 'Illuminati: New World Order', ele comentou que "apesar do seu título", "GURPS IOU" não tem nada a ver com os cartões. Nem, para isso, faz isso tem muito a ver com o suplemento  GURPS Illuminati  de há alguns anos.  IOU  parece uma configuração para o jogo de RPG  GURPS  - e de fato, tem seu compartilhamento de estatísticas de jogo e ganchos de aventura - mas a abordagem tudo-vai, lógica-down-the-dumper torna praticamente irreversível, pelo menos por quem leva seus jogos até mesmo com seriedade. Então, o que é? Basicamente,  IOU  é um livro de piadas glorificado, uma gota de Monty Python misturada com um balde de Three Stooges ". Swan concluiu sua crítica dizendo: "Talvez você se considere muito sofisticado para coisas tolas assim. Mas você tem que admitir - Democratas para Cthulhu, isso é muito bom".